# Eremochrysa fraterna
Eremochrysa fraterna är en insektsart som först beskrevs av Banks 1897.  Eremochrysa fraterna ingår i släktet Eremochrysa och familjen guldögonsländor. Inga underarter finns listade i Catalogue of Life.